# ألبين ستورم
ألبين ستورم هو لاعب هوكي الجليد سويدي، ولد في 21 يناير 1997 في ليدشوبنغ في السويد.

## وصلات خارجية
- ألبين ستورم على موقع EliteProspects.com (الإنجليزية)
- ألبين ستورم على موقع HockeyDB.com (الإنجليزية)